# Décès en 1423
Décès
- 1419
- 1420
- 1421
- 1422
- 1423
- 1424
- 1425
- 1426
- 1427

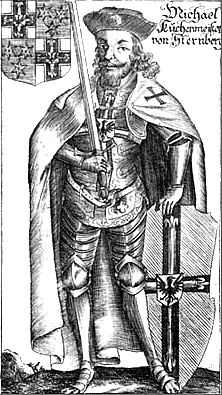
Michael Küchmeister von Sternberg, mort en 1423.

Cette page dresse une liste de personnalités mortes au cours de l'année 1423 :
- 18 janvier : Henri X Rumpold, duc de Żagań-Głogów.
- 23 janvier : Marguerite de Bavière, duchesse de Bourgogne.
- 20 février : Küçük Mustafa, prince ottoman.
- 4 mars : Jean Courtecuisse, évêque de Paris  puis évêque de Genève.
- 3 avril : Ludovico Fieschi, cardinal italien.
- 4 avril : Tommaso Mocenigo, 64e doge de Venise.
- 23 mai : Benoît XIII, antipape.
- 25 juin : Renaud IV de Gueldre, duc de Juliers (Renaud Ier), de Gueldre et comte de Zutphen (Renaud IV).
- 5 août : Robert de la Motte, évêque de Saint-Malo.
- 26 septembre : Rengarda Malatesta, comtesse italienne.
- 13 octobre : Estout d’Estouteville, abbé de Cerisy, du Bec puis de Fécamp.
- 16 octobre : Albert V de Mecklembourg, co-duc de Mecklembourg.
- 24 novembre : Albert IV d'Anhalt-Köthen, prince allemand de la maison d'Ascanie corégent de la principauté d'Anhalt-Zerbst jusqu'en 1396 quand il devient le premier souverain de la principauté d'Anhalt-Köthen.
- 15 décembre : Michael Küchmeister von Sternberg, 28e Grand maître de l'ordre Teutonique.

- Pietro d'Argelata,  chirurgien italien.
- Venceslas III d'Oława, duc d'Oława (allemand: Ohlau).
- Frédéric de Blankenheim, évêque de Strasbourg puis d'Utrecht.
- Amédée de Challant, chevalier, fondateur de la lignée des Challant-Aymavilles et des seconds comtes de Challant.
- Constance de Clermont, reine consort de Naples.
- Donald MacDonald d'Islay, 2e Seigneur des Îles.
- Giorgio Ordelaffi, noble italien.
- Anselm Turmeda, écrivain et traducteur majorquin.
- Richard Whittington, marchand et politicien anglais, député et quatre fois lord-maire de la Cité de Londres.

## Crédit d'auteurs
- Cet article est partiellement ou en totalité issu de l'article intitulé « 1423 » (voir la liste des auteurs).